# Onosma echioides
La orcaneta amarilla  (Onosma echioides) es una planta de la familia de las boragináceas.

## Descripción
Planta perenne cespitosa baja con varios tallos floríferos erectos; todas las cerdas ramificadas y en forma de estrella. Hojas de lineales a lineal-oblongas. Flores amrill pálidas, de 18-25 mm de largo, el doble de largas que el cáliz; corola diminutamente peluda por fuera, cilíndrica en la parte superior pero estrechada hacia la base. Núculas lisas y brillantes.

## Distribución y hábitat
Italia peninsular, Sicilia, Albania y la ex Yugoslavia. Hábitats rocosos secos y pedregosos. Florece en primavera.

## Taxonomía
Onosma echioides fue descrito por (L.) L. y publicado en Species Plantarum, Editio Secunda 196. 1762.
Sinonimia
- Cerinthe echioides L.[3]